# Drápuhlíðarfjall
Der Drápuhlíððarfjall ist ein 527 Meter hoher vulkanischer Berg auf Island.

## Name
Der Berg hat seinen Namen vom nahegelegenen, inzwischen verlassenen Bauernhof Drápuhlíð. drápa ist eine bestimmte Gedichtart im Isländischen. Woher der Name allerdings insgesamt kommt, ist nicht überliefert.

## Lage
Drápuhlíðarfjall befindet sich auf der Nordseite der Halbinsel Snæfellsnes im Westen Islands und gleichzeitig in der Nähe der Stadt Stykkishólmur. Gleichzeitig liegt er südlich des Staatsstraße 54 zwischen Álftafjörður (Snæfellsnes) und Stykkishólmur.

## Geologie

### Intrusionen und Eruptionen
Auf dem vulkanischen Berg findet man besonders viel Rhyolith, unter anderem in Form von Tephralagen, aber auch Intrusionen aus Basalt. Diese Mischung erklärt sich aus der Nähe zu einem viele Millionen Jahre alten ausgekühlten Zentralvulkan, der mit der Insel Hrappsey verbunden wird (Hrappseyjarvulkan). Drápuhlíðarfjall begann seine eigene vulkanische Aktivität offenbar vor 3,5 Millionen Jahre als basaltische Intrusion, später jedoch gab es auch Eruptionen, diesmal rhyolithischen Gesteins.

### Versteinerungen
In den höher gelegenen Gesteinsschichten des Berges kann man versteinerte Baumreste (Verkieseltes Holz) und andere Pflanzenreste erkennen sowie zu Stein gewordene Löcher, die in Laven verbrennende Baumstämme hinterließen.

### Walknochen und Klimaveränderungen
Außerdem wurden Walgebeine in beträchtlicher Höhe am Berg gefunden, welche einiges über höhere Meeresstände bzw. tiefer liegendes Land aussagen.

### Bergsturz
Auf der Nordwestseite befinden sich deutlich erkennbare Spuren eines großen Bergsturzes. Dieser geschah vermutlich kurz nach dem Ende der Eiszeit vor ca. 10.000 Jahren. Die Geröllzunge, die dabei entstand ist ca. 1 km lang und bis zu 100 m dick. Am Nordteil des Berges brachen dabei zwei dicke Rhyolithlagen ab.
Die obersten Schichten bestehen aus dicken Liparitlaven, darunter jedoch befindet sich eine weichere, lehmartige Schicht aus Pyroklastika, eine Kombination, die auch in der Zukunft zu weiteren Bergstürzen führen könnte, zumal sich oben auf dem Berg wieder eine Spalte gebildet hat.

## Beliebtheit des Gesteins
Schon im 18. Jahrhundert erklärten die Naturforscher Eggert Ólafsson und Bjarni Pálsson den Berg zu einem der interessantesten des Landes.
Besonders die vielen verschiedenen dort vorhandenen Gesteinsarten und Edelsteine wie Quarze hatten es den Menschen angetan. Man sprach auch davon, dass dort Gold zu finden sei.
In den 1960er und 1970er Jahren entnahm man Steine, sogenannte Drápuhlíðargrjót, aus einer Mine im Norden des Berges, um es zur Verkleidung von Wegen und Hausmauern zu benutzen, weil ihm ein besonderer ästhetischer Wert zugesprochen wurde. Für die Entnahme der dortigen Steine (u. a. Jaspis) benötigte man noch 1989 eine Erlaubnis des Pfarrers von Stykkishólmur und musste für diese eine Gebühr zahlen, die der Kirche am Helgafell (Helgafellssveit) zugutekam. Inzwischen steht der Berg allerdings unter Naturschutz und es ist verboten, hier Steine zu sammeln, geschweige denn Gesteinsplatten mitzunehmen, um damit sein Haus oder den Garten zu verzieren.

## Wandern auf den Berg
Man kann von Nordwesten auf den Berg steigen.